# Soares Sambú
Pour les articles homonymes, voir Sambu.
 (décembre 2023).
Si vous disposez d'ouvrages ou d'articles de référence ou si vous connaissez des sites web de qualité traitant du thème abordé ici, merci de compléter l'article en donnant les références utiles à sa vérifiabilité et en les liant à la section « Notes et références ».
 (décembre 2023).
La mise en forme du texte ne suit pas les recommandations de Wikipédia : il faut le « wikifier ».
Les points d'amélioration suivants sont les cas les plus fréquents. Le détail des points à revoir est peut-être précisé sur la page de discussion.
- Les titres sont pré-formatés par le logiciel. Ils ne sont ni en capitales, ni en gras.
- Le texte ne doit pas être écrit en capitales (les noms de famille non plus), ni en gras, ni en italique, ni en « petit »…
- Le gras n'est utilisé que pour surligner le titre de l'article dans l'introduction, une seule fois.
- L'italique est rarement utilisé : mots en langue étrangère, titres d'œuvres, noms de bateaux, etc.
- Les citations ne sont pas en italique mais en corps de texte normal. Elles sont entourées par des guillemets français : « et ».
- Les listes à puces sont à éviter, des paragraphes rédigés étant largement préférés. Les tableaux sont à réserver à la présentation de données structurées (résultats, etc.).
- Les appels de note de bas de page (petits chiffres en exposant, introduits par l'outil «  Source ») sont à placer entre la fin de phrase et le point final[comme ça].
- Les liens internes (vers d'autres articles de Wikipédia) sont à choisir avec parcimonie. Créez des liens vers des articles approfondissant le sujet. Les termes génériques sans rapport avec le sujet sont à éviter, ainsi que les répétitions de liens vers un même terme.
- Les liens externes sont à placer uniquement dans une section « Liens externes », à la fin de l'article. Ces liens sont à choisir avec parcimonie suivant les règles définies. Si un lien sert de source à l'article, son insertion dans le texte est à faire par les notes de bas de page.
- La présentation des références doit suivre les conventions bibliographiques. Il est recommandé d'utiliser les modèles {{Ouvrage}}, {{Chapitre}}, {{Article}}, {{Lien web}} et/ou {{Bibliographie}}. Le mode d'édition visuel peut mettre en forme automatiquement les références.
- Insérer une infobox (cadre d'informations à droite) n'est pas obligatoire pour parachever la mise en page.

Pour une aide détaillée, merci de consulter Aide:Wikification.
Si vous pensez que ces points ont été résolus, vous pouvez retirer ce bandeau et améliorer la mise en forme d'un autre article.
Soares Sambu  est un ingénieur et homme politique bissau-guinéen et ancien député de l'assemblée populaire nationale et ministre de la présidence du conseil des ministres, agence qui cumule les fonctions de chef adjoint du gouvernement.

## Biographie et carrière
Il a obtenu un diplôme d'ingénieur avec une spécialisation dans le domaine agricole de l'ex-Union soviétique.
Il rejoint la carrière politique en rejoignant le Parti africain pour l'indépendance de la Guinée et du Cap-Vert (PAIGC), gagnant rapidement des positions dans les années 1990. Il a été promu au poste de premier vice-président de l'assemblée populaire nationale lors de la deuxième législature multipartite en 1999. Il reste en fonction jusqu'en 2002, date à laquelle le parlement a été dissous.
Il a été directeur de campagne du Parti africain pour l'indépendance de la Guinée et du Cap-Vert (PAIGC) lors des élections législatives de mars 2004, au cours desquelles le PAIGC a remporté une pluralité de sièges ; à la suite des élections, il devient ministre des Affaires étrangères le 12 mai 2004, au sein du gouvernement du nouveau Premier ministre, Carlos Gomes Júnior,.
Le gouvernement de Carlos Gomes a été démis de ses fonctions en novembre 2005 et Sambu a été remplacé au poste de ministre des affaires étrangères.
Dans le gouvernement du premier ministre Martinho Ndafa Kabi, nommé le 17 avril 2007, Sambú a été nommé ministre des ressources naturelles, il a été retenu comme ministre des ressources naturelles et de l'environnement dans le gouvernement du premier ministre Carlos Correia, nommé le 9 août 2008. Lors des élections législatives de novembre 2008, le PAIGC a remporté une majorité de 67 sièges sur 100 à l'assemblée populaire nationale, et Sambú a été élu candidat du PAIGC dans la 12e circonscription, Bafata et Cosse.
Le 7 juin 2013, il prend la direction du ministère de l'économie et de l'intégration régionale, l'une des branches clés du gouvernement de transition du premier ministre Rui Duarte de Barros, quittant ses fonctions en 2014 pour se présenter aux élections législatives.
Il a été réélu député aux élections générales en Guinée-Bissau en 2014, devenant l'un des 15 députés dissidents du PAIGC, qui formait l'aile indépendante du parti.
Le 16 juin 2016, il devient pour la deuxième fois ministre des affaires étrangères, de la coopération internationale et des communautés, nommé par le premier ministre Baciro Djá.
Umaro Sissoco Embaló assume comme premier ministre, en 2016, est devenu conseiller politico-diplomatique de celui-ci; le 2 août 2017, José Mário Vaz le nomme ministre de la présidence du conseil des ministres, poste qui exerce en pratique les fonctions de vice-premier ministre.
Il était député depuis près de 20 ans, où il a occupé les postes de président de la commission permanente de l'agriculture, des ressources naturelles, de l'environnement, de la pêche et du tourisme ; président de la commission technique d'élaboration du droit de la Terre entre autres fonctions de secours à l'intérieur et à l'extérieur de l'état guinéen.